# Мокрањске Стене
Локалитет Мокрањске Стене представља вишеслојно археолошко налазиште са остацима материјалне културе од праисторијског до средњовековног раздобља. Смештено је на стеновитом узвишењу крајњих источних обронака планине Дели Јован, на крају кањона Сиколске реке.
Налази се у близини села Мокрање, на око десетак километара јужно од Неготина. У подножју је Сиколска река и водопад и испод њега живописно језеро. 
Претпоставља се да је у римско време постојао мост који је спајао две највеће стене. Археолози су на врховима стена пронашли доста старих предмета из тог доба. Такође се претпоставља да испод стена постоји пећина, звана "Хајдучка пећина". У горњем делу тока Сиколске реке искри се још једно језерце, знатно дубље од доњег. Оба су богата рибом.
Током 1980. године спроведена су сондажна истраживања на централном делу утврђеног простора, приликом којих је откривена стражарска кула и неколико зидова различитих објеката, од којих ниједан није истражен у целости.
Откривени бедеми су били широки око 1,8 m. Грађени су каменом повезаним кречним малтером. У доњим зонама су коришћени комади тврдог притесаног кречњака, а за горње делове и круништа употребљена је лако обрадива сига. Утврђен јр слој гарежи и рушења, датован у рани 4. век налазом новца са ликом цара Константина I (306 – 337).
Расположива археолошка грађа откривена на Мокрањским стенама даје хронолошки оквир његовог коришћења, у периоду од 3. до 6. или чак почетка 7. века. Хронолошки налази указују на постојање најмање два хоризонта насељавања - касноримски и рановизантијски.
Положај локалитета у великој мери је повезан са Дунавом, главним комуникационим правцем у овом делу Римског царства. Њега су подједнако користили и војска и трговци. Иако се не налази на обали Дунава, Мокрањске стене су са њим повезане долином Тимока, куда се одвијао саобраћај и трговина ка унутрашњости Балкана. 